# オリオ・マストロピエノ

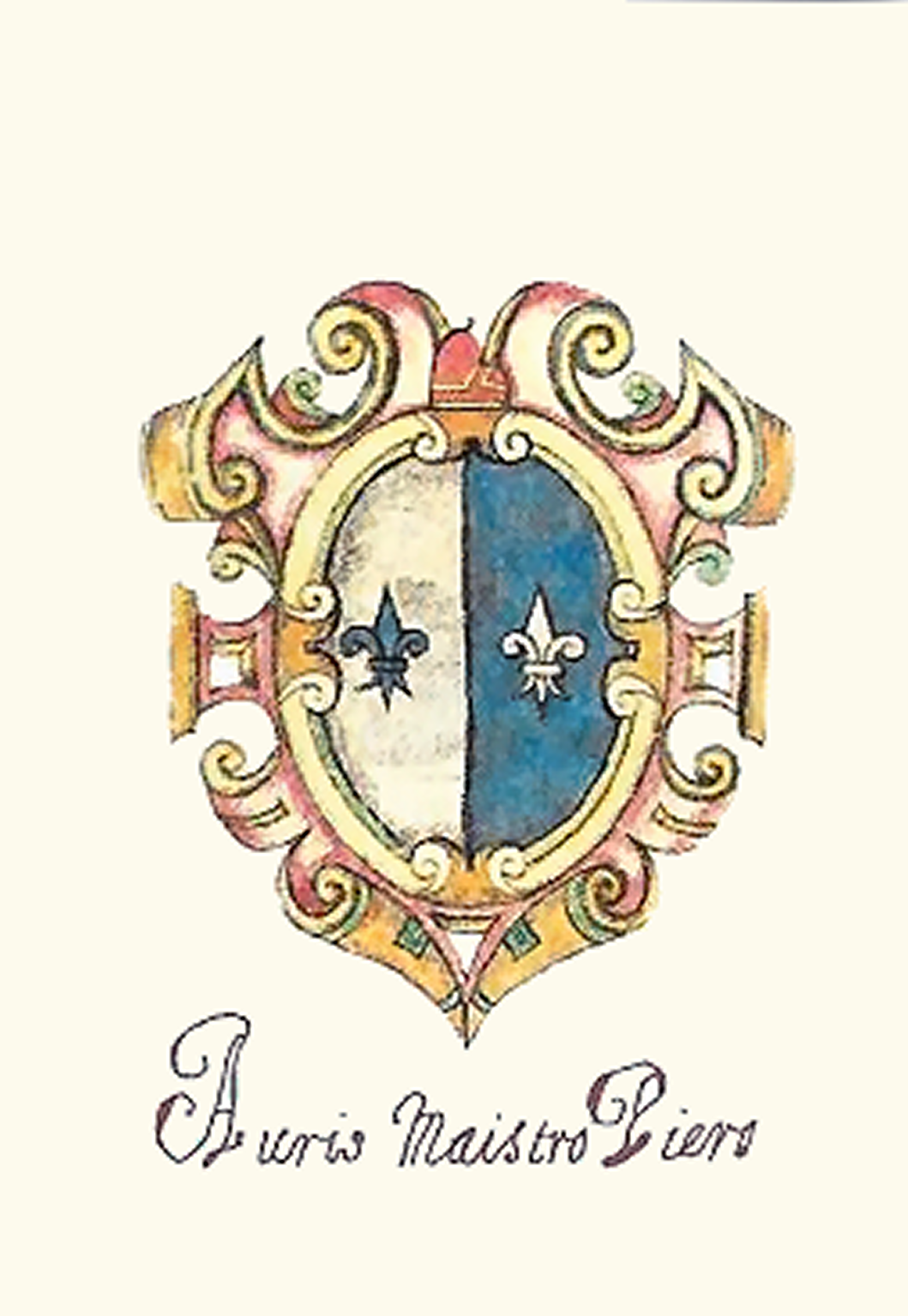
オリオ・マストロピエノ

オリオ・マストロピエロ（Orio Mastropiero、? - 1192年）は、ヴェネツィア共和国の第四十代元首（ドージェ、在任1178年－1192年）。
在任前はヴェネツィアでも一、二を争う大富豪であり、神聖ローマ皇帝・フリードリヒ1世とロンバルディア同盟を結成して対立したこともある。
1178年、ヴェネツィア第四十代元首に選出された。その後は元首評議会の設立など積極的な政治改革を推し進めてヴェネツィア内部を固める一方、対外面においても1187年に東ローマ皇帝・イサキオス2世アンゲロスと同盟を結んで、ヴェネツィア共和国の国際的な立場を維持したのである。
しかしハンガリー王・ベーラ3世との対立に苦しみ、彼と二度にわたって交戦したが、いずれも失敗に終わってしまい、1192年死去した。
| スタブアイコン | サブスタブ | この項目は、まだ閲覧者の調べものの参照としては役立たない、人物に関連した書きかけの項目です。この項目を加筆・訂正などしてくださる協力者を求めています（P:人物伝/PJ:人物伝）。 |